# Иов Анзерский
И́ов А́нзерский (в миру Иоанн, в схиме Иисус; 1635, Москва — 6 [17] марта 1720, Соловецкий монастырь) — преподобный Русской церкви, память совершается 6 (19) марта — преставление и 29 мая (11 июня) — обретение мощей.

## Жизнеописание
Иоанн родился в Москве и был приходским священником, прославился своим добродетельным служением и был в конце XVII века назначен царём Петром I священником придворной церкви и избран духовником царя и царствующего дома.
В то время Гришка Талицын, кликушествуя, проповедовал пришествие антихриста. Под антихристом он подразумевал царя Петра. Талицын исповедовался отцу Иоанну и во время исповеди рассказал ему о Петре. Священник же никому ничего не сообщил, сохраняя тайну исповеди. Гришка, будучи пойман, на пытке открылся, что́ говорил отцу Иоанну на исповеди. Об этом донесли царю, и в 1701 году Иоанн был сослан в Соловецкий монастырь для пострижения в монахи.
Принял монашеский постриг с именем Иов (в честь Иова Многострадального), исполнял самые суровые послушания наравне с другими монахами.
В 1702 году преподобный перешёл в Анзерский скит на безмолвие, где вскоре после смерти Елеазара Анзерского стал настоятелем. Число насельников скита при нём достигало тридцати. Царь, узнав о невиновности бывшего духовника, звал его вернуться.
В 1710 году Иов принял великую схиму с именем Иисус в честь праведного Иисуса, сына Навина. В 1714 году покинул Анзерский скит и вместе со своими учениками основал Голгофо-Распятский скит на тех же началах, что принял преподобный Елеазар на Анзерском скиту. Царствующий дом внёс немало средств в обустройство обители. В 1715 году в скиту силами насельников была построена деревянная церковь в честь Распятия Господня.
Скончался преподобный Иов в неделю Торжества православия 6 (17) марта 1720 года. Был погребён в могиле, которую сам приуготовил.

## Канонизация и обретение мощей
Причислен к лику преподобных Русской православной церкви для общецерковного почитания на Архиерейском соборе в 2000 году. Имя его включено в Собор Соловецких святых.
После постройки в 1828 году в Голгофо-Распятской обители каменного храма в честь Распятия Господня мощи Иова почивали под спудом в приделе в честь Успения Богородицы. 11 июня 2000 года мощи были обретены и помещены в храме Воскресения Христова Анзерского скита.
Тропарь преподобному Иову, в схиме Иисусу, Анзерскому, глас 5
Показа́вый о́браз доброде́телей, ве́сь стра́ха Бо́жия и Ду́ха Свя́та испо́лнен бы́сть, Преподо́бне о́тче И́ове, безмо́лвия и́стинный рачи́тель яви́лся еси́, страсте́м Госпо́дним покланя́яся, и́мже и оби́тель воздви́гл еси́ во ото́це А́нзерстем. Пустынножи́телей наста́вниче, моли́ Христа́ Бо́га спасти́ся душа́м на́шим.
Кондак преподобному Иову, в схиме Иисусу, Анзерскому, глас 8
Любо́вь Христо́ву в се́рдце стяжа́, ея́же ра́ди мно́ги ско́рби претерпе́вый, приста́нище обре́л еси́ в морсте́м ото́це, Преподо́бнаго Елеаза́ра заве́тов ве́рный прее́мник яви́лся еси́, покро́вом Бо́жия Ма́тере осеня́емый: достоблаже́нне о́тче И́ове, помина́й на́с, чту́щих святу́ю па́мять твою́.